# Zlatni baldrian
Zlatni baldrian (lat. Patrinia), rod od desetak vrsta trajnica potporodice Valerianoideae (nekada Valerianaceae) dio porodice kozokrvnica. Domovina ovog roda je Azija: Kina, Koreja, Japan, Tajvan, azijska Rusija (Burjatije, Kirgistan) i europski dio Rusije.

## Vrste
1. Patrinia gibbosa Maxim.
2. Patrinia glabrifolia Yamam. & Sasaki
3. Patrinia heterophylla Bunge
4. Patrinia intermedia (Hornem.) Roem. & Schult.
5. Patrinia monandra C.B.Clarke
6. Patrinia rupestris (Pall.) Dufr.
7. Patrinia saniculifolia Hemsl.
8. Patrinia scabiosifolia Link
9. Patrinia scabra Bunge
10. Patrinia sibirica (L.) Juss.
11. Patrinia speciosa Hand.-Mazz.
12. Patrinia trifoliata L.Jin & R.N.Zhao
13. Patrinia triloba (Miq.) Miq.
14. Patrinia villosa (Thunb.) Dufr.
15. Patrinia ×hybrida Makino